# Сражение при Макдауэлле
Сражение при МакДауэлл (англ. Battle of McDowell), также известное как Сражение при Сайтлингтон-Хилл, произошло 8 мая 1862 года в штате Виргиния, во время кампании в долине Шенандоа, в ходе американской гражданской войны. Оно произошло практически сразу после сражения при Кернстауне. Безрезультативное тактически, оно дало серьёзные стратегические преимущества армии Юга.

## Предыстория
Колонна Джексона покинула Вест-Вью 7 мая и двинулась на запад по Паркерсбергской дороге. В авангарде шли части бригады Эдварда Джонсона. Днем они наткнулись на пикеты федералов. Федеральные силы состояли из частей 3-го западновиргинского, 32-го огайского и 75-го огайского полков под общим командованием бригадного генерала Роберта Милроя. Эти части в спешке отошли, бросив свои обозы.
Южане разделились на две колонны, чтобы окружить позиции противника. Милрой приказал отступать и собраться у села Макдауэлл, где он рассчитывал получить подкрепления. Он разместил артиллерию на хребте Шоус-Ридж, чтобы помешать Джексону спуститься с гребня горы Шенандоа. Эти орудия потом тоже были переброшены в Макдауэлл. На закате передовые полки Джексона подошли к Шоус-Фок и встали там лагерем. Из-за узкой дороги и отсутствия достаточного пространства под лагерь, армия Джексона растянулась на 8-10 миль по дороге, и их авангард стоял в Драй-Брэнч-Гэп. Сам Джексон со штабом разместился на заставе Роджерса. Ночью Милрой отошел за реку Баллпастер к Макдауэллу и разместился со штабом в Халл-Хаус.

## Сражение

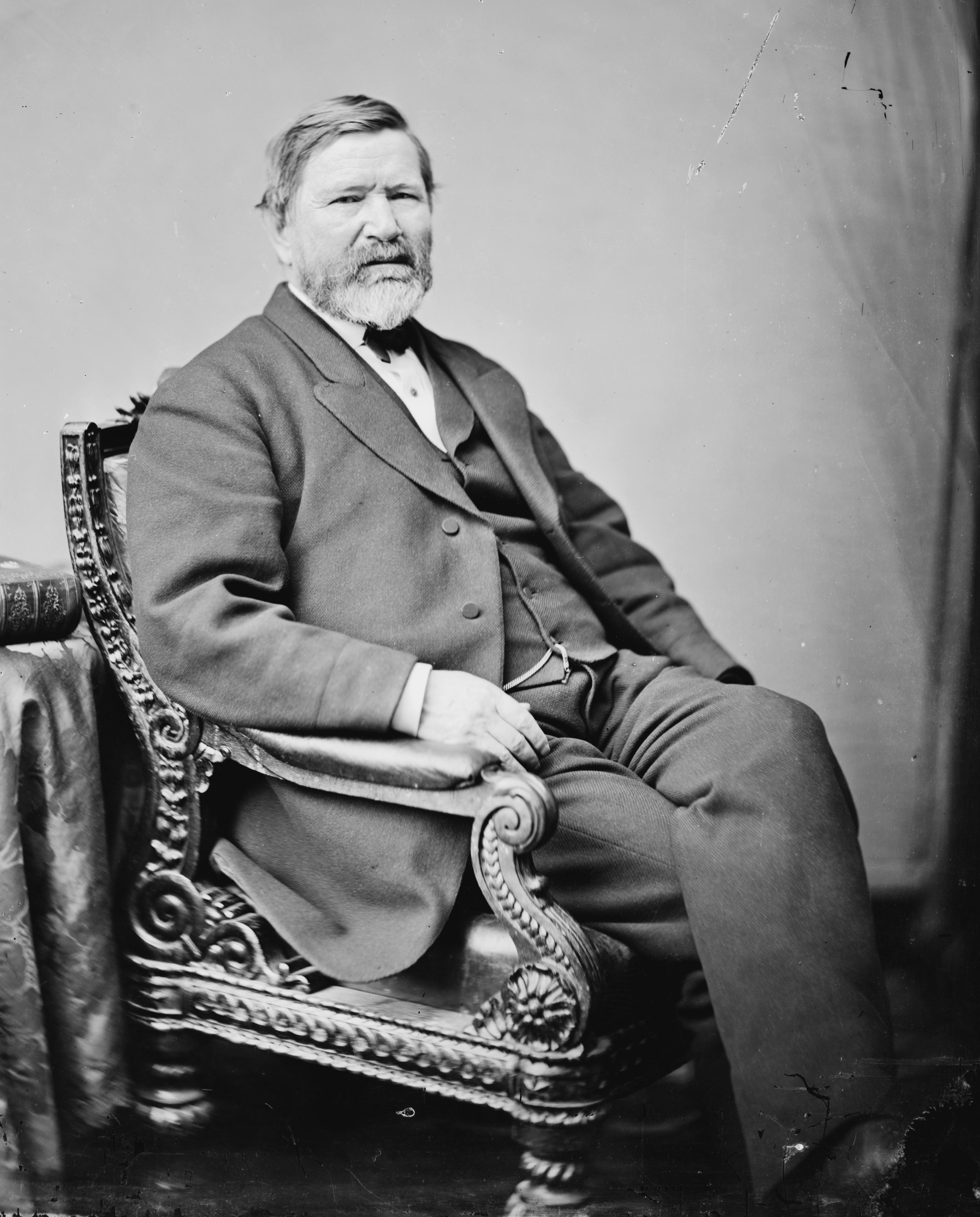
Роберт Шенк

На рассвете 8 мая южане перешли Шоус-Ридж, спустились к реке Каупастер возле «Дома Вильсона» и поднялись на Буллпастерскую гору. Никто им не препятствовал. Поднявшись на вершину, Джексон и его картограф, Джедедия Хотчкисс изучили позиции противника, после чего Джексон продолжил движение к подножию холма Сайтлингтон-Хилл. Предполагая, что дорога перекрыта, он свернул в узкую лощину, ведущую на вершину холма. Отбросив федеральных стрелков, Джексон разместил пехоту на длинном хребте холма. Он велел штабу найти способ доставить орудия на холм и спланировать обход федеральных позиций с севера.
Около 10:00 из Франклина форсированным маршем подошла бригада Роберта Шенка.
"Я нашел Милроя и его небольшой отряд у подножия гор, пытающегося обороняться от противника, который занимал высоты, охватывающие нас как бы амфитеатром. Единственный путь отступления был – вниз по узкой долине, откуда я только что пришел.» 
Будучи старше Милроя по званию, Шенк принял на себя общее командование войсками в Макдауэлле. Он разместил свою артиллерию, 18 орудий, на Кладбищенском Хребте и около пресвитерианской церкви, чтобы она прикрывала мост через реку Баллпастер. Пехоту он построил в линию, от поселка на юг, вдоль реки, на дистанции 800 ярдов. 2-й западновиргинский полк он поместил в Халлс-Хилл, восточнее реки, откуда просматривалась дорога. Три кавалерийские роты прикрывали левый фланг, располагаясь севернее поселка.

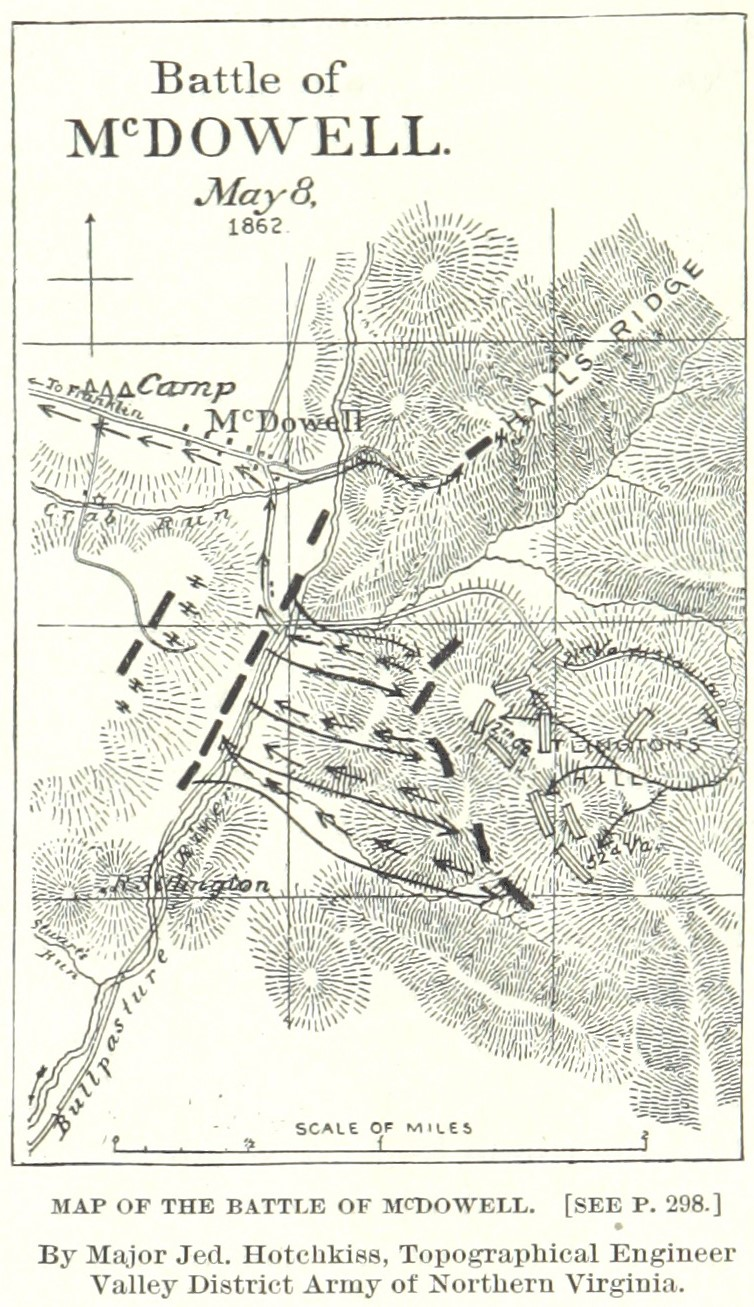
Карта сражения авторства Джеда Хотчкисса

Разведчики сообщили, что южане пытаются установить артиллерию на холме, что позволит им вести огонь по позициям северян в низине, у села. Позже эта информация была признана ложной, но Шенк решил, что появления артиллерии допустить нельзя. Так как противник не спешил с атакой, Шенк и Милрой решили нанести удар первые. Милрой двинул вперед свою бригаду (25-й огайский, 32-й огайский, 75-й огайский, 3-й западновиргинский) и 82-й огайский полк из бригады Шенка, всего 2 300 человек. Около 15:00 Милрой лично повел атакующие войска, которые перешли мост и двинулись по лощинам, которыми был изрезан склон холма.
В то же время Джексон занял вершину холма, и не двигался дальше, планируя пути обхода противника с севера. Он решил не отправлять артиллерию на холм, чтобы не потерять её в случае отступления. Между тем федеральная артиллерия с Кладбищенского Холма начала обстрел, чтобы поддержать свою пехоту.
Шенк также имел шестифунтовое орудие, которое было затащено на вершину холма Халлс-Хилл, чтобы вести огонь по правому флангу противника через дорогу. Некоторые говорят, что там была целая батарея. Федеральная линия решительно поднималась вверх по склону. Сражение становилось «жестоким и кровавым».
Сражающиеся были так близко друг к другу, что офицеры Севера узнали в лицо Джексона. «Вон старик Джексон, давайте обойдем его!», кричали они. «Давайте, обходите, если сможете!» («Yes, damn you! Flank me if you can»), кричал в ответ Джексон.
3-й виргинский полк наступал по шоссе, стараясь обойти правый фланг противника. Джексон усилил фланг двумя полками и прикрыл шоссе силами 21-го виргинского полка. 12-й джорджианский полк был в центре позиции южан и несколько впереди, он принял на себя основной удар противника и понес тяжелые потери. Сражение длилось около четырёх часов, северяне пытались прорвать центр и обойти левый фланг противника. В сражении за Сайтлингтон-Хилл было задействовано 9 полков южан против 5 полков северян, примерно 2800 против 2300. На закате северяне отступили в Макдауэлл. Джексон был ранен в ногу и покинул поле боя.

## Последствия
После заката федеральные силы отошли от Сайтлингтон-Хилл за Макдауэлл, забрав с собой раненых. Северяне потеряли 259 человек (34 убито, 220 ранено, 5 потеряно), южане 420 (116 убито, 300 ранено, 4 потеряно) — редкий случай, когда атакующие понесли меньше потерь, чем обороняющаяся сторона. 9 мая Шенк и Милрой начали отступление в сторону Франклина. 73-й Огайский полк продолжал перестрелку у реки до рассвета, затем тоже отступил, действуя в качестве арьергарда. 10 человек этого полка были случайно потеряны и потом попали в плен.
Вскоре после отступления федералов южане вступили в Макдауэлл. Джексон преследовал противника примерно неделю, почти достиг Франклина, и только тогда, 15 мая, повернул обратно в долину.
Сражение при Макдауэлле изучается военными историками по нескольким причинам. В смысле тактики сражение прошло вничью: атака Милроя удивила Джексона, южане понесли большие потери, но остались на своих позициях. В смысле тактики сражение и последующее отступление северян стало важной победой Конфедерации. Джексон продемонстрировал способность концентрировать свои силы против разрозненных частей противника, не давая им объединиться.